# Ammothea spinosa
Ammothea spinosa là một loài nhện biển trong họ Ammotheidae. Loài này thuộc chi Ammothea. Ammothea spinosa được miêu tả khoa học năm 1907 bởi Hodgson.